# Revista del Fomento Artístico
La Revista del Fomento Artístico va ser una publicació periòdica que va sortir a Reus els anys 1869 i 1870.

## Història
Els republicans federals reusencs van reorganitzar el seu grup a finals de 1869 i van crear una societat, el "Fomento Artístico" situada al carrer de l'Hospital número 37, d'acord amb la seva ideologia de fomentar la instrucció, l'intercanvi d'idees, el cooperativisme, l'art, la cultura i la diversió. Els representants reusencs del Partit Republicà Federal, que en aquell moment tenia una forta divisió interna entre els moderats i exaltats, que tenien visions diferents de cóm arribar a la República Federal per la qual cosa els exaltats havien promogut el Pacte de Tortosa i després la Insurrecció federalista de 1869, van decantar-se per la moderació, i, seguint les seves premisses, van fundar el "Fomento Artístico", de clara tendència republicana i defensant el cooperativisme i la classe obrera. S'anunciava com a continuadora de La Antorcha del Trabajo, la publicació dels republicans federals reusencs que va desaparèixer el 5 de setembre de 1869. Parlava de les activitats de l'entitat, en va publicar el Reglament i va continuar articles apareguts a La Antorcha del Trabajo.

## Col·laboradors i aspectes tècnics
Un dels principals col·laboradors era Ciril Freixa, que ja n'havia estat a la publicació anterior. Els articles anaven la majoria sense signar, i no hi consta el nom del director, però el president de la Secció Artística de la societat, Josep Domènech, actuava com a editor responsable, el responsable civil de la publicació. Tenia tres seccions: l'Artística, la Recreativa i la Instructiva, i publicava articles sobre personatges afins ideològicament, com ara Roque Barcia i Francesc Pi i Margall. Tenia format quartilla, amb 8 pàgines a una columna, i una periodicitat quinzenal. S'imprimia,a l'igual que La Antorcha del Trabajo, a la Impremta de Tosquellas i Zamora. La redacció era al local social de l'entitat, al carrer de l'Hospital. El primer número conservat és del 15 d'octubre de 1869 i el darrer del 5 de març de 1870. La publicació no s'acomiada, per la qual cosa potser va tenir una durada més llarga. Els exemplars existents són a la Biblioteca Central Xavier Amorós de Reus.